# Сен Реми ан Бос
Сен Ремѝ ан Бо̀с (на италиански и на френски: Saint-Rhémy-en-Bosses, на местен диалект: Sèn Rèmi eun Boursa, Сен Реми еун Боурса, от 1939 до 1946 г. San Remigio, Сан Ремиджо) е община в Северна Италия, автономен регион Вале д'Аоста. Разположена е на 1619 m надморска височина. Населението на общината е 377 души (към 2010 г.).
Административен център на общината е село Сен Леонар (Saint-Lèonard).